# Чекаго
«Чекаго» — российский криминальный фильм 2022 года, дебютный фильм режиссёра Николая Рыбникова.

## Сюжет
Захолустный городок Чегаринск в Сибири — местный криминальный «Чекаго», поскольку находится прямо на пути наркотрафика из Средней Азии.
Здесь живёт начинающий рэпер Никита, мечтающий уехать в Москву строить музыкальную карьеру. А пока же он зарабатывает тем, что рассовывает по укромным местам «закладки» с наркотиками.
Его друг детства Колян, работающий на местного криминального авторитета по кличке Апельсин, предлагает Никите заработать на «хату на Садовом, с окнами в пол», — перевезти сумку с наркотиками в Красноярск.
Никита соглашается и вовлекает в дело свою подругу Настю. Но из-за цепи случайностей, а также взаимоотношений вроде бы не причастных к делу лиц, оно принимает довольно неблагоприятный оборот. У Апельсина есть любовница-красотка Аня, которую он считает своей собственностью, однако та крутит роман с рабочим местного завода Валерой, и чтобы избавиться от «хозяина» информирует полицейского Алексея. Другой друг Никиты — начинающий наркоман, брат полицейского Алексея, обдолбавшись падает с моста и погибает, почему его брат решает мстить. В то же время дед Насти работает на заводе с Валерой. Пересекающиеся интересы и мотивы этих и других вовлекаемых волей судьбы в дело лиц превращают рядовой отработанный «транзит» в массу неприятностей для Никиты.

Это не кино про бандитов или пацанов. Оно про разных людей с разными сюжетными линиями. Есть молодые ребята со своими проблемами. Есть старшее поколение, которое смотрит на молодежь. Есть любовная линия. Всё это перемешивается и получается жизнь маленького провинциального города в полуторачасовом фильме.— режиссер картины Николай Рыбников.

## В ролях
- Эльдар Сафиканов — Никита
- Мила Ершова — Настя, скрипачка, девушка Никиты
- Данил Стеклов — Колян, друг Никиты, вовлекающий его в наркобизнес
- Наталия Вавилихина — Галина, мама Никиты
- Юрий Кузнецов — Палыч, дед Насти
- Игорь Жижикин — Апельсин, криминальный авторитет
- Галина Безрук — Аня, любовница Апельсина, информатор полиции
- Иван Кокорин — Валера, рабочий, любовник Ани
- Семён Алешин — Белов, опер
- Дмитрий Киреев — Синяков, опер-«обототень»
- Денис Энгель — Сидоренко
- Аскар Нигамедзянов — Сид
- Мосэ Куртанидзе — Айс

## Съёмки
Съёмки велись в городе Черногорск.
Отмечается, что снят он в основном дебютантами, которыми являются и режиссёр Николай Рыбников — выпускник ВГИКа (мастерская Валерия Ахадова), и непрофессиональный оператор Екатерина Сокова — свадебный фотограф из Пскова, и художник постановщик Ольга Меланич — только в 2021 окончила Московскую школу нового кино (мастерская Фреда Келемена), и исполнитель главной роли Эльдар Сафиканов в 2021 году окончил ГИТИС, играющая девушку главного героя Мила Ершова 2021 году окончила ВШСИ (мастерская К. А. Райкина)

## Показ
Впервые «Чекаго» был представлен 1 сентября 2022 года в кинотеатре «Октябрь» в рамках деловой программы питчинга дебютантов 44го Московского международного кинофестиваля.
Премьера фильма прошла 15 февраля 2023 года в кинотеатре «Иллюзион», но ранее прошёл ряд закрытых предпоказов, например, 11 февраля в Абакане.
В кинопрокат фильм вышел 23 февраля 2023 года, в первую неделю фильм занимал 17-ю строчку в прокате, всего фильм посмотрели 55 886 зрителей, кассовые сборы составили 16 051 053 рублей.
Онлайн-премьера состоялсь 6 апреля 2023 года на онлайн-кинотеатре «Кинопоиск».

## Фестивали
Фильм был отобран в конкурсные программы ряда кинофестивалей, где отмечен призами:
- 2023, июль — XXV Шукшинский кинофестиваль — Специальный приз
- 2023, декабрь — XXIХ кинофестиваль «Сталкер» — Приз за дебют[8]

## Критика
«Чекаго» — фильм плотно заселенный: в нем целая толпа персонажей, взаимодействующих порой довольно причудливым образом. Это бойкий и бодрый фильм, с приличными молодыми актерами, с неплохо выстроенным сценарием, в котором почти не путаешься, с душераздирающе-мелодраматическими поворотами (которые вполне уместны в молодежной истории). И, в целом, любопытно, что дальше будет снимать дебютант Николай Рыбников: с этим проектом он справился на твердую четвёрку.— Олег Корсаков, "Комсомольская правда"

## Рецензии
- Светлана Хохрякова — В Хакасии сняли «Чекаго» с участием местных жителей и актеров // Московский комсомолец, 1 марта 2023
- Олег Корсаков — Рецензия на фильм «Чекаго»: горестная жизнь наркодилера из маленького сибирского городка // Афиша КП